# Медицинская банка
Медици́нские ба́нки — небольшие грушевидные стеклянные сосуды, употребляемые в медицине с целью вызвать местный прилив крови (обычно при заболевании органов грудной клетки). Сама процедура постановки банок ассоциируется прежде всего с народной медициной. Применение медицинских банок было позаимствовано из традиционной китайской медицины и по сути представляет собой вариант кровопускания.
Научные доказательства пользы банок отсутствуют, применение этого метода может быть вредно для здоровья. Тем не менее в начале XXI века банки оказались популярными среди ведущих спортсменов во всём мире.

## Принцип действия
Медицинская банка, благодаря создаваемому в ней вакууму, присасывается к коже и, как принято считать, усиливает лимфо- и кровообращение в коже и более глубоко расположенных тканях и органах, что улучшает питание тканей, способствуя, в свою очередь, более быстрому излечению воспалений. Также предполагается, что такой массаж повышает тонус и эластичность мышц и упругость кожи, хотя нет никаких научных исследований, подтверждающих, что банки оказывают какой-либо эффект на здоровье человека.

## Эффективность и безопасность
Эффективность банок является недоказанной. Американское онкологическое общество отмечает, что «имеющиеся научные данные не подтверждают, что использование банок имеет какую-либо пользу для здоровья» и «применение банок несёт в себе небольшой риск ожогов».
В 2012 году в журнале PLOS One вышел обзор, включивший 135 исследований, опубликованных с 1992 по 2010 год, и обнаруживший, что все эти исследования действия медицинских банок являются низкокачественными. Лишь одно из этих исследований было с большой натяжкой признано качественным и включено в метаанализ — оно касалось применения банок в составе комплексной терапии опоясывающего лишая.
В 2013 году была предпринята попытка сделать систематический обзор по эффективности банок при боли в нижней части спины, однако исследователям удалось найти лишь одно рандомизированное контролируемое испытание, шесть клинических исследований без рандомизации, 20 описаний клинических случаев, причём в рандомизированном контролируемом испытании эффективность банок оказалась сравнима с эффективностью ожидания визита к неврологу. По этим причинам в обзор были включены данные низких уровней доказательности — данные клинических случаев (4-й уровень доказательности) и исследований 5-го уровня («мнение экспертов без точной критической оценки или исследования, основанные на данных физиологии»).
Существуют и другие признаки того, что применение медицинских банок является псевдомедицинской методикой: в частности, огромный, но не подтверждаемый рандомизированными контролируемыми испытаниями терапевтический спектр — в одной из публикаций заявляется, что банки помогают при 1001 недуге.

## Показания и противопоказания
Методик применения банок, соответствующих критериям научности, не разработано. Показания к постановке банок обычно определяет врач, но распространено и «самолечение» банками. Можно выделить основные заболевания, при которых традиционно применяются медицинские банки. Это воспалительные процессы в органах грудной клетки (пневмония и т. п.), межреберные невралгии, радикулиты, острые и хронические миозиты, фурункулёз.
Противопоказаниями к постановке банок являются: лёгочное кровотечение, туберкулёз лёгких, злокачественные опухоли, заболевания и повреждения кожи, общее истощение, лихорадка, возбуждённое состояние больного.
Банки применяют в спортивной медицине как восстанавливающее средство для уменьшения боли, возникающей из-за чрезмерной физической нагрузки.

## Постановка медицинских стеклянных банок
Банки ставятся на такие участки тела, которые отличаются хорошим мышечным и подкожно-жировым слоем (подключичные, подлопаточные, межлопаточные области и т. д.).
Для проведения этой процедуры применяют следующее оснащение:
- вазелин
- спирт этиловый 70° (можно использовать одеколон «Тройной»);
- банки медицинские;
- спички;
- корнцанг или пинцет (металлические);
- вата;
- полотенце.

Пациент ложится на живот, повернув голову в сторону и обхватив подушку руками. На его спину (или на другое место) наносится тонкий слой вазелина. Делается фитиль (из ваты и корнцанга). Фитиль смачивается спиртом, поджигается и помещается в банку на 0,5—1 с. Затем банка прикладывается к коже (пламя наполняет банку тёплым газом, давление которого снижается при охлаждении до комнатной температуры, и кожа втягивается в банку, приобретая затем ярко-красную или багровую окраску). Пациент накрывается одеялом и лежит так 10—15 минут. Снимаются банки поочередно путём отклонения банки в сторону и придавливанием кожи у края банки пальцем. После снятия всех банок кожа протирается ватой или марлевой салфеткой.
После проведения вакуумтерапии пациенту рекомендуют полежать тепло укрытым в течение 20—30 минут.

## Постановка медицинских вакуумных банок с баллоном
На сегодняшний день наиболее простая процедура проведения вакуумтерапии. Для её проведения необходимы только медицинские вакуумные банки с баллоном и некоторое количество нейтральных жиров, например вазелин. Дальнейшее проведение процедуры идентично проведению вакуумтерапии стеклянными банками без использования огня. Баллон из ПВХ позволяет регулировать внутренний вакуум в банке, тем самым управляя степенью создания вакуума и снижая болевые ощущения.
Снимаются банки лёгким сдавливанием баллона.